# Crocidura roosevelti
Crocidura roosevelti är en däggdjursart som först beskrevs av Heller 1910.  Crocidura roosevelti ingår i släktet Crocidura och familjen näbbmöss. IUCN kategoriserar arten globalt som livskraftig. Inga underarter finns listade i Catalogue of Life.
Denna näbbmus förekommer i centrala Afrika i yttre regioner av Kongobäckenet. Den lever i låglandet och i bergstrakter upp till 1200 meter över havet. Arten vistas i fuktiga savanner.